# Jimmy Binning
Ian "Jimmy" Binning (South Lanarkshire, 25 de julho de 1927) é um ex-futebolista escocês que atuava como defensor.

## Carreira
Jimmy Binning fez parte do elenco da Seleção Escocesa de Futebol, na Copa do Mundo de 1954, porém ele não viajou para a Suíça.[carece de fontes?]